# إشتفان كوفاتش (لاعب كرة قدم)
إشتفان كوفاتش (بالمجرية: Kovács István)‏ (27 مارس 1992 بزومباثلي في المجر - ) هو لاعب كرة قدم مجري في مركز الوسط. شارك مع منتخب المجر تحت 17 سنة لكرة القدم ومنتخب المجر تحت 21 سنة لكرة القدم ومنتخب المجر لكرة القدم. أما مع النوادي، فقد لعب مع نادي مول فيدي وزومباثلي هالاداس ‏.

## وصلات خارجية
- إشتفان كوفاتش (لاعب كرة قدم) على موقع الاتحاد الأوربي (الإنجليزية)
- إشتفان كوفاتش (لاعب كرة قدم) على موقع اتحاد المجر (الهنغارية)
- إشتفان كوفاتش (لاعب كرة قدم) على موقع قاعدة بيانات كرة القدم.إي يو (الإنجليزية)
- إشتفان كوفاتش (لاعب كرة قدم) على موقع ناشيونال فوتبول تيمز (الإنجليزية)
- إشتفان كوفاتش (لاعب كرة قدم) على موقع Soccerway.com (الإنجليزية)
- إشتفان كوفاتش (لاعب كرة قدم) على موقع AS.com (الإسبانية)